# 準素分解
数学において、ラスカー・ネーターの定理は、任意のネーター環はラスカー環 (Lasker ring) であること、 すなわち、任意のイデアルが有限個の準素イデアル (primary ideal) の共通部分として分解できる（準素分解、じゅんそぶんかい、primary decomposition）ことを述べている。（準素イデアルは、素イデアルの冪と関連するが、全く同じというわけではない。定理は最初に多項式環と収束冪級数環という特別な場合に対して Emanuel Lasker (1905) によって証明され、Emmy Noether (1921) によって完全に一般的に証明された。
ラスカー・ネーターの定理は算術の基本定理の、あるいはより一般の有限生成アーベル群の基本定理の、すべてのネーター環への拡張である。ラスカー・ネーターの定理は、すべての代数的集合は既約成分の有限個の和集合に一意的に分解できると述べることによって、代数幾何学において重要な役割を果たす。
加群への直截な拡張がある：ネーター環上の有限生成加群のすべての部分加群は準素部分加群の有限交叉である。これは環を自身の上の加群したがってイデアルを部分加群と考えて環に対する場合を特別な場合として含んでいる。これはまた主イデアル整域上の有限生成加群の構造定理の準素分解形を一般化し、体上の多項式環と言う特別な場合に対して、それは代数的集合の（既約）多様体の有限和への分解を一般化する。
標数 0 の体上の多項式環に対する準素分解を計算する最初のアルゴリズムはネーターの学生 Grete Hermann (1926) によって出版された。分解は非可換ネーター環に対しては一般には成り立たない。ネーターは準素イデアルの交叉ではない右イデアルを持つ非可換ネーターの例を与えた。

## 定義
R を可換環とし、M と N をその上の加群とする。
- 加群 M の零因子とは R の元 x であってある 0 ≠ m ∈ M に対して xm = 0 となるものである。
- R の元 x が M において冪零であるとは、ある正の整数 n に対して xnM = 0 となることをいう。
- 加群が coprimary であるとは、M の任意の零因子が M において冪零であることをいう。例えば、素冪位数の群と自由アーベル群は有理整数環上の coprimary 加群である。
- 加群 N の部分加群 M が primary 部分加群であるとは、N/M が coprimary であることをいう。
- イデアル I が準素であるとは、R の準素部分加群であることをいう。これは ab ∈ I ならば a ∈ I となるかあるいはある n に対して bn ∈ I となると言うことと同値であり、環 R/I のすべての零因子が冪零であるという条件と同値である。
- 加群 N の部分加群 M が既約であるとは、2つの真に大きい部分加群の共通部分ではないことをいう。（単純の意味ではないので注意。）
- 加群 M の素因子は M のある元の零化域であるような素イデアルである。

## 主張
加群に対するラスカー・ネーターの定理は、ネーター環上の有限生成加群の任意の部分加群は準素部分加群の有限交叉であると述べている。イデアルという特別な場合には、ネーター環の任意のイデアルは準素イデアルの有限交叉である、となる。
同値な主張は：ネーター環上の任意の有限生成加群は coprimary 加群の有限個の積に含まれる。
ラスカー・ネーターの定理は次の3つの事実からただちに従う：
- ネーター環上の有限生成加群の任意の部分加群は有限個の既約部分加群の共通部分である。
- M がネーター環上の有限生成加群 N の既約部分加群のとき、N/M は1つしか素因子を持たない。
- ネーター環上の有限生成加群が coprimary であることと高々1つの素因子しか持たないことは同値である。

いくらか異なる風味の証明が下で与えられる。

## 環における既約分解
環のイデアルの分解の研究は Z[√-5] のような環において一意分解が成り立たない
{\displaystyle 6=2\cdot 3=(1+{\sqrt {-5}})(1-{\sqrt {-5}})}
ことの救済として始まる。数が一意的に素数に分解しなければ、その数で生成されるイデアルは素イデアルの冪の交叉にまだ分解する。それがだめなら、イデアルは少なくとも準素イデアルの交叉に分解できる。
R をネーター環とし、I を R のイデアルとする。このとき I は準素イデアルへのむだのない準素分解をもつ：
{\displaystyle I=Q_{1}\cap \cdots \cap Q_{n}.}
むだがないとは次を意味する：
- Qi のどれを除いても交叉が変わる、すなわち、すべての i に対して

{\displaystyle Q_{1}\cap \dots \cap {\widehat {Q_{i}}}\cap \dots \cap Q_{n}\nsubseteq Q_{i},}
ただしハットは取り除くことを表す。
- 素因子 {\displaystyle {\sqrt {Q_{i}}}} たちは相異なる。

さらに、この分解は次の意味で一意である：素因子の集合は一意であり、この集合の任意の極小素イデアルの上の準素イデアルもまた一意である。しかしながら、極小でない素因子に伴う準素イデアルは一般には一意ではない。
有理整数環 Z の場合には、ラスカー・ネーターの定理は算術の基本定理に同値である。整数 n が素因数分解 {\displaystyle n=\pm p_{1}^{d_{1}}\cdots p_{r}^{d_{r}}} を持てば、n ∈ Z で生成されるイデアルの準素分解は
{\displaystyle (n)=(p_{1}^{d_{1}})\cap \cdots \cap (p_{r}^{d_{r}})}
である。

## 証明
今日では、準素分解を素因子の理論で行うのが一般的である。以下の証明はこのアプローチの精神である。
M をネーター環 R 上の有限生成加群とし、N を部分加群とする。N が準素分解がもつことを示すには、M を M/N でおきかえて、N = 0 のときを示せば十分である。さて、
{\displaystyle 0=\bigcap Q_{i}\iff \emptyset =\operatorname {Ass} {\bigl (}\bigcap Q_{i}{\bigr )}=\bigcap \operatorname {Ass} (Q_{i})}
である、ただし Qi は M の準素部分加群である。言い換えると、0 は次のとき準素分解をもつ：M の各素因子 P に対して、準素部分加群 Q が存在して、{\displaystyle P\not \in \operatorname {Ass} (Q)} となる。さて、集合 {\displaystyle \{N\subseteq M\mid P\not \in \operatorname {Ass} (N)\}} を考える（0 が属するから空でない。M はネーター加群だから集合は極大元 Q をもつ。もし Q が P 準素でなかったら、{\displaystyle P'\neq P} を M/Q の素因子として、{\displaystyle R/P'\simeq Q'/Q} がある部分加群 Q′ に対して成り立ち、極大性に反する。（注：{\displaystyle P\not \in \operatorname {Ass} (Q)\subset \operatorname {Ass} (Q').}）したがって Q は準素であり証明は完了する。
注意：同じ証明により、R, M, N がすべて次数付けられていれば、分解における Qi も次数付けられているようにとることができる。

## 最短分解と一意性
この節では、すべての加群はネーター環 R 上有限生成であるとする。
加群 N の部分加群 M の準素分解が最短であるとは、準素加群の個数が最小であることをいう。最短準素分解に対して、準素加群の素因子は一意的に決定される：それらは N/M の素因子である。さらに、極小あるいは孤立素因子（他の素因子を含まない素因子）に伴う準素部分加群も一意である。しかしながら非孤立素因子（幾何学的な理由から埋め込まれた素因子とも呼ばれる）に伴う準素部分加群は一意とは限らない。
例：ある体 k に対して N = R = k[x, y] とし、M をイデアル (xy, y2) とする。このとき M は2つの異なる最短準素分解 M = (y) ∩ (x, y2) = (y) ∩ (x + y, y2) をもつ。極小素因子は (y) であり、埋め込まれた素因子は (x, y) である。

## ネーターでない場合
次の定理は環がそのイデアルについて準素分解を持つための必要十分条件を与える。
定理 ― R を可換環とする．このとき以下は同値である．
1. R のすべてのイデアルは準素分解をもつ．
2. R は以下の性質をもつ：
  - (L1) 任意の真のイデアル I と素イデアル P に対して，ある x ∈ R − P が存在して，(I : x) が局所化写像 R → RP のもとでの I RP の逆像となる．
  - (L2) 任意のイデアル I に対して，S は R のすべての積閉集合を走るとして，局所化写像 R → S−1R のもとでの I S−1R の逆像全ての集合は，有限である．

証明は Atiyah–MacDonald の Chapter 4 において一連の演習問題として与えられている。
イデアルが準素分解を持つための次の一意性定理もある。
定理 ― R を可換環とし，I をイデアルとする．I は極小準素分解 {\displaystyle I=\cap _{1}^{r}Q_{i}} を持つとする（注：「極小」は {\displaystyle {\sqrt {Q_{i}}}} たちが相異なることを含んでいることに注意）．このとき
1. 集合 E = {√Qi  |  1 ≤ i ≤ r} は集合 {√(I : x)  |  x ∈ R} のすべての素イデアルの集合である．
2. E の極小元全体の集合は I 上の極小素イデアル全体の集合と同じである．さらに，極小素イデアル P に対応する準素イデアルは I RP の逆像であり，したがって I によって一意的に決定される．

さて、任意の可換環 R、 イデアル I、 I 上の極小素イデアル P に対して、局所化写像のもとでの I RP の逆像は I を含む最小の P 準素イデアルである。したがって、直前の定理の設定では、極小素イデアル P に対応する準素イデアル Q は I を含む最小の P 準素イデアルでもあり、I の P 準素成分と呼ばれる。
例えば、素イデアル P の冪 Pn が準素分解を持てば、その P 準素成分は P の 記号的 n-乗である。

## イデアルの加法的理論
この結果は今ではイデアルの加法的理論と呼ばれる分野の初めであり、これはイデアルを特別なクラスのイデアルの共通部分として表す方法を研究する分野である。「特別なクラス」、例えば準素イデアル、の決定は、それ自身問題である。非可換環の場合には、tertiary ideal のクラスが準素イデアルのクラスの代替として有用である。